# Pointe de Grave

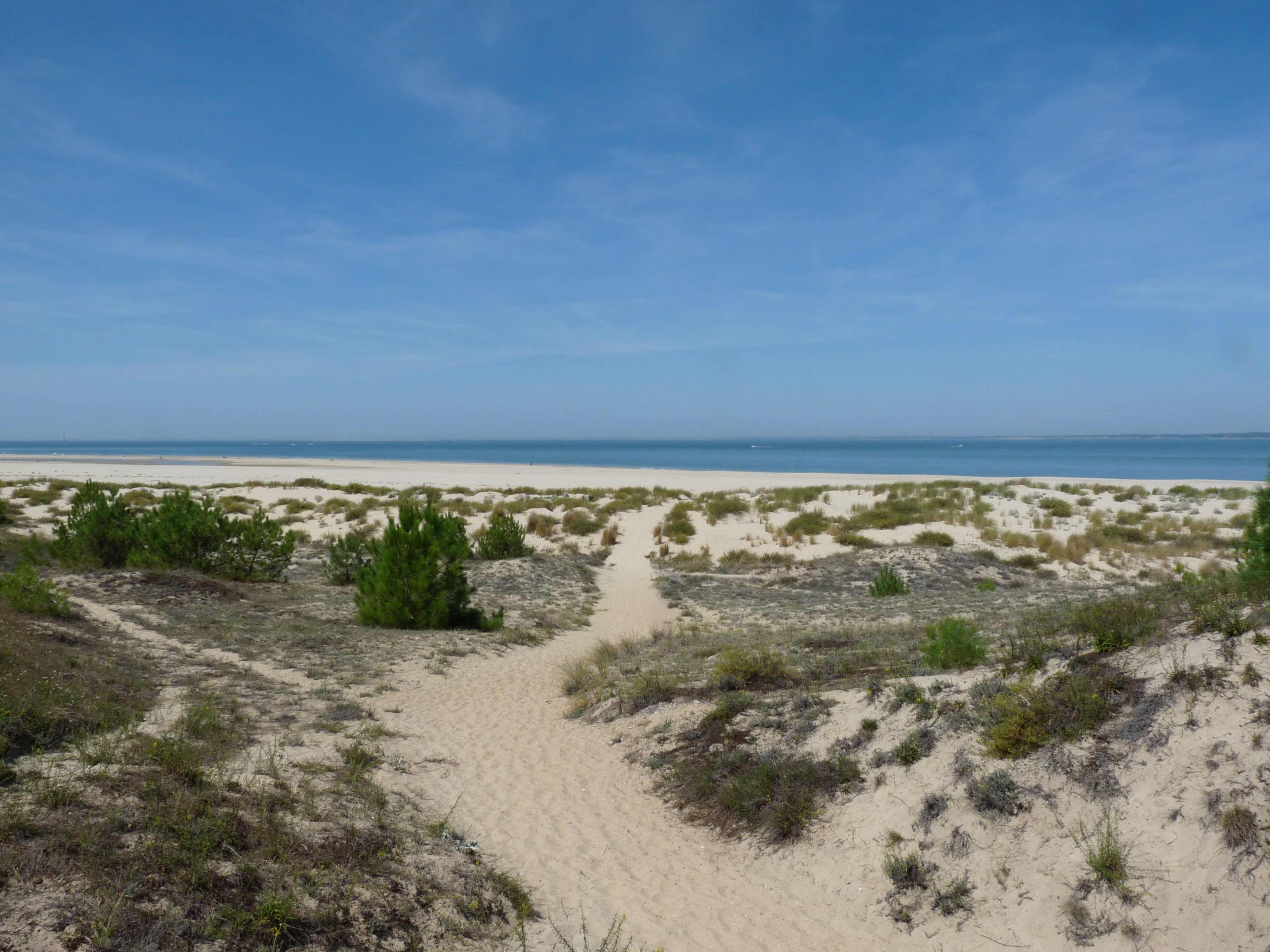
Le dune attorno al promontorio

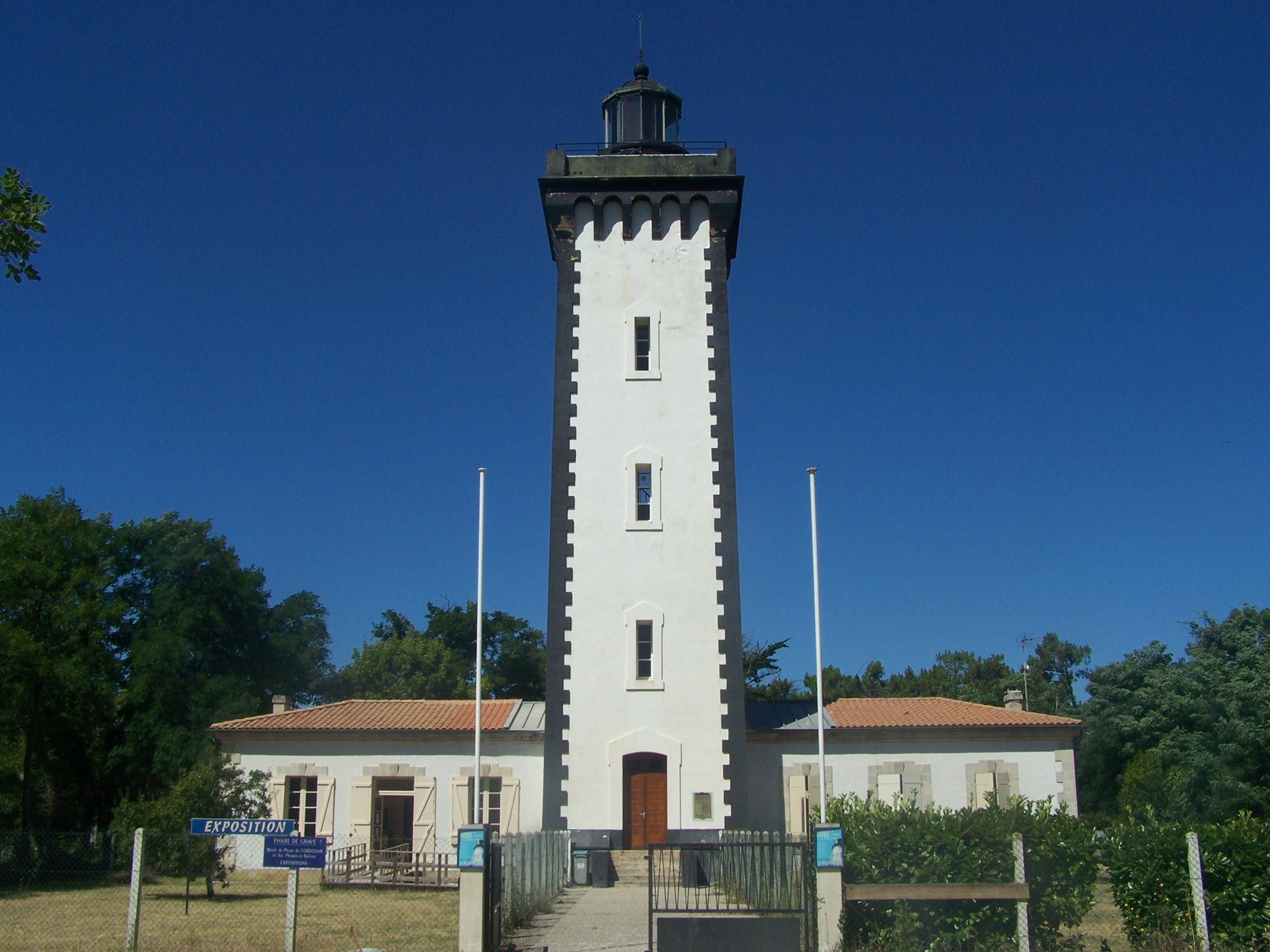
Il faro della pointe de Grave

La pointe de Grave (punta de Grava in occitano) è un capo geografico della Francia sud-occidentale, situato nel terrorio comunale di Le Verdon-sur-Mer, nella regione amministrativa della Nuova Aquitania, e affacciato sull'estuario della Gironda (Oceano Atlantico). Costituisce il punto più settentrionale della regione naturale del Médoc e dell'intero dipartimento della Gironda, oltre che il punto più settentrionale delle Landes de Gascogne, della foresta delle Landes (Forêt des Landes) e della Costa d'Argento (Côte d'Argent).

## Geografia
La pointe de Grave si trova a 7 chilometri  a nord/nord-est della stazione balneare di Soulac-sur-Mer (situata a nord di St-Vivien-de-Médoc) e si affaccia sulla sponda meridionale dell'estuario della Gironda, di fronte alla città di Royan (situata sulla sponda opposta).
Il sito (comprese le dune) si estende lungo una superficie di 87 ettari.

## Storia

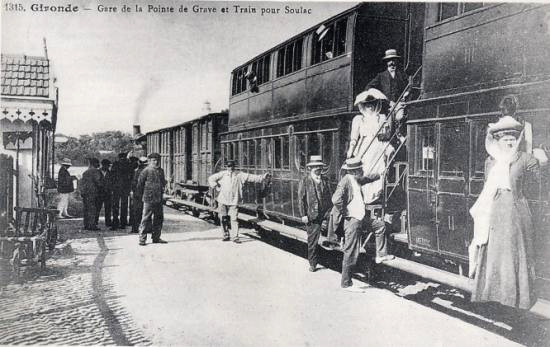
La stazione della Pointe-de-Grave in una cartolina risalente ai primi decenni del XX secolo

Nel Medioevo, giunse nell'area il popolo dei Vichinghi.
Nel 1902 la pointe de Grave venne raggiunta dalla ferrovia, realizzata a partire dal 1863 dalla compagnia ferroviaria del Médoc, che collegava Bordeaux a Le Verdon-sur-Mer.
Nell'aprile del 1945, venne combattuta tra le due sponde della Gironda, e dunque anche lungo la pointe de Grave, una battaglia della seconda guerra mondiale.

## Flora e fauna

### Flora
Lungo la pointe de Grave crescono piante di tipo mediterraneo non comuni per la zona, quali il leccio (quercus ilex), il pino marittimo (pinus pinaster) e la quercia (quercus robur). Vi crescono inoltre specie protette quali l'astragalus baionensis, il garofano delle sabbie (dianthus arenarius), ecc.

### Fauna
Lungo la pointe de Grave vivono 34 specie diverse di uccelli.

## Monumenti

### Faro della pointe de Grave
Sulla pointe de Grave si erge un faro, il Phare de Grave, dell'altezza di circa 29 metri, che venne eretto tra il 1823, 1842 e il 1860.

## Infrastrutture e trasporti
La pointe de Grave è raggiungibile in 20 minuti con un trenino turistico che la collega a Soulac-sur-Mer. Il servizio, inaugurato nel 1986, venne temporaneamente sospeso dopo un incidente nel 2008 e riattivato l'anno seguente.